# 拾得
拾得（？—？），唐朝诗僧。和寒山、丰干一起隐居于天台山国清寺，被誉为“国清三隐”。拾得與寒山二禪師，於民間合稱和合二仙供奉之。禪畫畫題中常與寒山以有髮的形象出現，相對於寒山拿著卷軸的姿態，拾得則是拿著掃帚。

## 生平
拾得本来是孤儿，天台山国清寺丰干禅师在去赤城的路上遇见小儿啼哭，遂收之抚养，故名“拾得”。在国清寺，拾得跟随知库僧灵熠学习和生活。长大后任职管理食堂和香灯。后来寒山来到了国清寺，两人结为至交，云游四海，互相唱和，被誉为唐朝诗僧一段佳话。

## 作品
无来无去本湛然，不居内外及中间。 一颗水精绝瑕翳， 光明透出满人天。
我诗也是诗，有人唤作偈。诗偈总一般，读时须子细。
从来是拾得，不是偶然称。别无亲眷属，寒山是我兄。
寒山住寒山，拾得自拾得。凡愚岂见知，丰干却相识。